# 527 a. C.
El año 527 a. C. fue un año del calendario romano prejuliano. En el Imperio Romano, fue conocido como el año 228 Ab Urbe condita.

## Fallecimientos
- Posible año de fallecimiento de Mahavira, fundador del jainismo.
- Muere Pisístrato destacado tirano griego del siglo VI a. C., que gobernó Atenas en 561, 559-556 y del 546 a 527 a. C. .

- Datos: Q715236
- Multimedia: 527 BC / Q715236